# 宮崎県幼稚園一覧
宮崎県幼稚園一覧（みやざきけんようちえんいちらん）は、宮崎県の幼稚園の一覧。

## 国立幼稚園
- 宮崎大学教育学部附属幼稚園

## 公立幼稚園

### 宮崎市
- 宮崎市立倉岡幼稚園
- 宮崎市立清武幼稚園

### 都城市
- 都城市立高城幼稚園
- 都城市立有水幼稚園
- 都城市立石山幼稚園

### 延岡市
- 延岡市立西階幼稚園
- 延岡市立南幼稚園
- 延岡市立北方幼稚園
- 延岡市立北浦幼稚園

### 日向市
- 日向市立寺迫幼稚園
- 日向市立東郷幼稚園

### 東臼杵郡
- 美郷町立南郷幼稚園
- 美郷町立田代幼稚園
- 美郷町立北郷幼稚園
- 諸塚村立諸塚幼稚園

## 私立幼稚園

### 宮崎市
- 大淀幼稚園
- 宮崎学園短期大学附属みどり幼稚園
- 共愛幼稚園
- 宮崎幼稚園
- 成華幼稚園
- 平和幼稚園
- 明星幼稚園
- ひかり幼稚園
- 野の花幼稚園
- 宮崎カトリック幼稚園
- 高千穂幼稚園
- 日の出幼稚園
- 宮崎至慶幼稚園
- あおしま幼稚園
- あおぞら幼稚園
- 宮崎ひがし幼稚園
- 平和が丘幼稚園
- いずみ幼稚園
- 木花幼稚園
- 佐土原幼稚園
- 住吉幼稚園
- 月見ケ丘幼稚園
- 花ケ島幼稚園
- 光が丘幼稚園
- ひろせ幼稚園
- 広瀬共栄幼稚園
- 芳士幼稚園
- 南ケ丘幼稚園
- 南宮崎カトリック幼稚園
- 本郷幼稚園
- 宮崎みなみ幼稚園
- 桜ケ丘幼稚園
- 宮崎西幼稚園
- 生目台幼稚園
- 生目幼稚園
- 大塚あけぼの幼稚園
- 田野カトリック聖母幼稚園
- 高岡幼稚園
- アリスこどもの家幼稚園
- 清武みどり幼稚園
- 綾幼稚園
- くにとみ幼稚園

### 都城市
- アソカ幼稚園 (都城市)
- 一万城幼稚園
- 錦晃寺幼稚園
- さくら幼稚園
- ししのこ幼稚園
- 清涼幼稚園
- 妻ケ丘幼稚園
- 天竜幼稚園
- 天竜第二幼稚園
- 天竜第三幼稚園
- 天竜祝吉幼稚園
- にし幼稚園
- ふたば幼稚園
- 都城聖ドミニコ幼稚園
- 鳴峰幼稚園
- チャイルドセンターポピー園

### 延岡市
- えほんの森幼稚園
- 川島幼稚園
- 城山幼稚園
- 聖心ウルスラ学園附属幼稚園
- 東海幼稚園
- 第二東海幼稚園
- 土々呂幼稚園
- 延岡カトリック幼稚園
- 延岡望幼稚園
- 東幼稚園
- 一つ岡幼稚園
- 一ツ岡南幼稚園
- わか葉幼稚園

### 日南市
- 吾田幼稚園
- 油津恵愛幼稚園
- 飫肥カトリック幼稚園
- 子供の家幼稚園
- 大宝山幼稚園
- 日南幼稚園
- 日南カトリック幼稚園
- 立正幼稚園

### 小林市
- 育英幼稚園
- かおる幼稚園
- 小林幼稚園
- 小林カトリック幼稚園
- 小林昭和幼稚園
- 太陽の子幼稚園
- 日章学園幼稚園

### 日向市
- 財光寺幼稚園
- 財光寺南幼稚園
- 大王谷幼稚園
- 富高幼稚園
- 日知屋幼稚園
- 日知屋東幼稚園
- 日向カトリック幼稚園
- 南日向天使幼稚園

### 串間市
- こばと幼稚園

### 西都市
- あさひ幼稚園 (西都市)
- 西都愛育幼稚園
- 西都カトリック幼稚園
- 西都ふたば幼稚園

### えびの市
- 京町中央幼稚園
- ふじ幼稚園
- 和光幼稚園
- 第二和光幼稚園

### 北諸県郡
- 第一幼稚園
- みまた幼稚園

### 西諸県郡
- 遍照幼稚園

### 東諸県郡
- 綾幼稚園
- くにとみ幼稚園

### 児湯郡
- 華頂幼稚園
- 川南幼稚園
- 新富幼稚園
- 高鍋幼稚園
- 高鍋カトリック聖母幼稚園
- 都農聖愛幼稚園
- 平成幼稚園

### 東臼杵郡
- 門川幼稚園
- 栄ケ丘幼稚園

### 西臼杵郡
- 木の花幼稚園
- 第一高千穂幼稚園